# Puigderrós
Es Puigderrós és una urbanització costanera al terme municipal de Llucmajor. Situada entre les urbanitzacions de Sa Torre i Maioris Decima, dins terrenys que feien part de la possessió des Puigderrós de Baix. Hi ha construïts habitatges unifamiliars aïllats i apartaments.